# Costa d'Or Danesa
La Costa d'Or danesa (danès: Danske Guldkyst o Dansk Guinea) identifica les colònies que Dinamarca-Noruega va controlar a l'Àfrica a la regió de la Costa d'Or (més o menys la moderna Ghana), al Golf de Guinea. Va ser colonitzat per la flota dano-noruega, primer indirectament a través de la Companyia Danesa de les Índies Occidentals (una empresa amb carta reial), més tard com a colònia de la corona del regne de Dinamarca-Noruega. També fou esmentada com Guinea Danesa.
Seguint la declaració d'independència de Noruega el 1814, i Dinamarca el 1850, cinc establiments danesos de la Costa d'Or pertanyents al Regne de Dinamarca van ser venuts al Regne Unit i va ser incorporats a la Costa d'Or britànica.

## Història

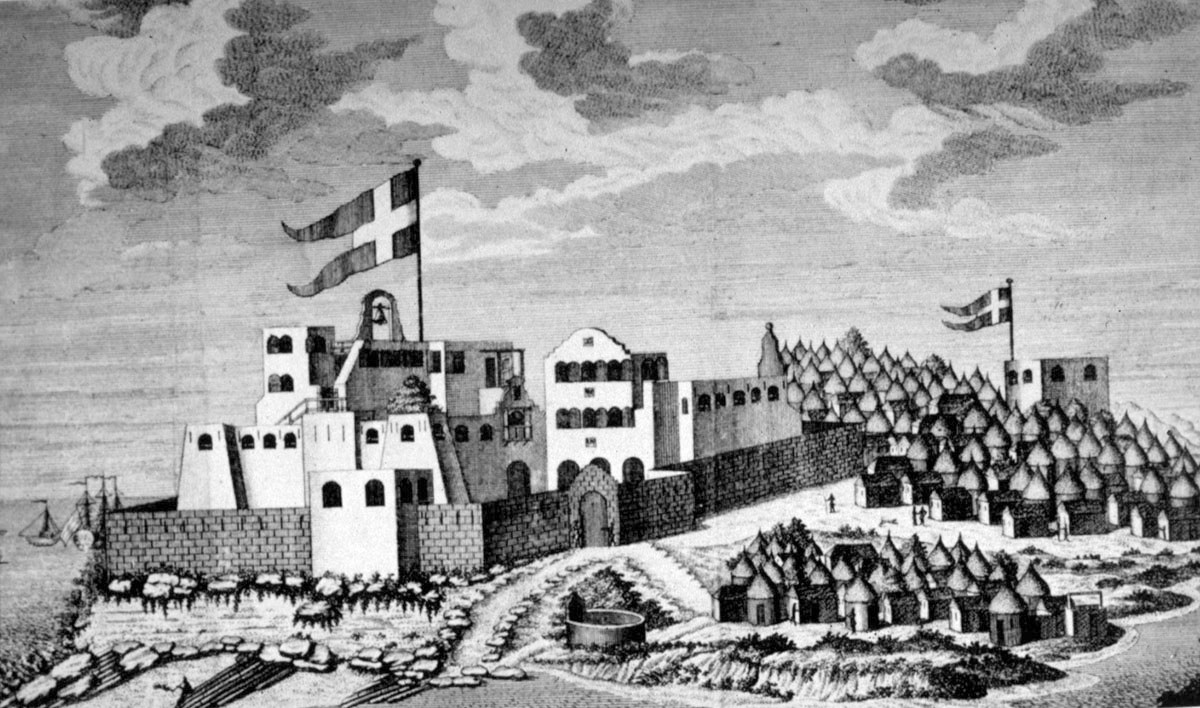
Un dibuix contemporani del fort colonial danès, Fort Christiansborg, ara Castell d'Osu. El edifici a la dreta és Fort Prøvestenen.

El 1658 l'antic administrador suec Carloff, que havia entrat al servei d'Holanda i ara de Dinamarca, va ocupar part de la Costa d'Or Sueca. Això va provocar la guerra entre Dinamarca i Suècia. Els danesos van haver de retornar el fort que havien ocupat el 1659, però la guerra va seguir i el 20 d'abril de 1663, els danesos es van apoderar de Fort Christiansborg i Carlsborg (Castell del Cap) completant l'annexió dels poblaments de la Costa d'Or Sueca. De 1674 a 1755 els poblaments van ser administrats per la Companyia Danesa de les Índies Occidentals. Del desembre de 1680 al 29 d'agost de 1682, els portuguesos van ocupar Christiansborg. Els anglesos van ocupar Fort Fredericksborg el 1684 i el van conservar fins al 1688.
El 1750 va ser convertida en una colònia de la corona danesa. De 1782 a 1785 va estar sota ocupació britànica. El 30 de març de 1850 tota la costa d'Or Danesa, amb les factories, forts i altres establiments pertanyents al Regne de Dinamarca va ser venuda a Gran Bretanya i incorporada a la Costa d'Or britànica.
El títol del seu cap l'administrador colonial fou Opperhoved (singular; de vegades convertit en anglès en Cap d'Estació) des de 1658 fins al 1766 quan fou modificat a Governador.

## Forts i establiments

### Forts principals
Els forts següents estaven en possessió de Dinamarca fins que tots els forts van ser venuts al Regne Unit el 1850.
| Lloc a Ghana | Nom del fort        | Fundació/Ocupació | Cessió | Comentaris                                                                                                 |
| ------------ | ------------------- | ----------------- | ------ | --- |
| Accra        | Fort Christiansborg | 1658              | 1850   | Primer capturat als suecs el 1658. Ocupat entre 1680 i 1682 pels portuguesos. Venut al Regne Unit el 1850. |
| Old Ningo    | Fort Fredensborg    | 1734              | 1850   | Venut al Regne Unit el 1850.                                                                               |
| Keta         | Fort Prinsensten    | 1784              | 1850   | Venut al Regne Unit el 1850.                                                                               |
| Ada          | Fort Kongensten     | 1784              | 1850   | Venut al Regne Unit el 1850.                                                                               |
| Teshie       | Fort Augustaborg    | 1787              | 1850   | Venut al Regne Unit el 1850.                                                                               |

### Forts dominats temporalment i factories comercials
A part d'aquests forts principals, diversos forts i factories comercials foren dominats temporalment pels danesos.
| Lloc dins Ghana | Nom del fort       | Fundació/Ocupació | Cessió | Comentaris                                                  |
| --------------- | ------------------ | ----------------- | ------ | ----------------------------------------------------------- |
| Cape Coast      | Fort Carlsborg     | 1658              | 1664   | Capturat als suecs el 1658. Capturat pels anglesos el 1664. |
| Amanful         | Fort Frederiksborg | 1659              | 1685   |                                                             |
| Cong            | Cong Heights       | 1659              | 1661   |                                                             |

## Governants

### Opperhoveds
- 1658 Heinrich Carloff (Henrik Carloff)
- 1658 - 1659 Samuel Smidt (interí)
- 1659 - 1662 Jost Cramer
- 1662 - 1668 Henning Albrecht (Henri Halbreckhe) (interí fins al 1664)
- 1668 - 1674 Bartholomæus von Gronstein (o von Grünenstein) ((interí fins al 1670)
- 1674 - 1679 Conrad Crull (interí)
- 1679 - 1681 Peter With (interí)
  - 1680 - 1682 Julian de Campo Bareto (Capità major portuguès a Fort Christiansborg)
- 1681 Magnus Prang
- 1681 Conrad Busch (interí)
- 1681 - 1687 Hans Lykke
- 1687 - 1691 Nikolay Fensman
- 1691 - 1692 Jørgen Meyer
- 1692 Nikolay Fensman (segona vegada)
- 1692 - 1694 Harding Petersen
- 1694 - 1698 Thomas Jacobsen
- 1698 Erik Olsen Lygaard (interí)
- 1698 - 1703 Johan Tranne (John Trawne)
- 1703 - 1704 Hartvig Meyer
- 1704 - 1705 Peter Sverdrup (interí)
- 1705 Peder Pedersen Todbjerg (interí)
- 1705 - 1711 Erik Olsen Lygaard (segona vegada)
- 1711 - 1717 Franz Boye
- 1717 - 1720 Knud Røst
- 1720 - 1722 Peter Østrup
- 1722 - 1723 Niels Jensen Østrup
- 1723 - 1724 Christian Andreas Syndermann
- 1724 - 1727 Hendrik von Suhm
- 1727 Fred Pahl
- 1727 - 1728 Andreas Willumsen
- 1728 - 1735 Anders Pedersen Waerøe
- 1735 - 1736 Severin Schilderup
- 1736 - 1740 Enevold Nielson Boris
- 1740 - 1743 Peter Nikolaj Jørgensen
- 1743 - 1744 Christian Glob Dorph
- 1744 - 1745 Jørgen Billsen
- 1745 Thomas Brock
- 1745 Johan Wilder
- 1745 - 1746 August Frederik Hackenburg
- 1746 - 1751 Joost Platfusz
- 1751 Magnus Christopher Lützow
- 1751 - 1752 Magnus Hacksen (interí)
- 1752 - 1757 Carl Engman
- 1757 - 1762 Christian Jessen
- 1762 - 1766 Carl Gottlieb Resch

### Governadors
- 1766 - 1768 Christian Tychsen
- 1768 - 1769 Frantz Joachim Kühberg
- 1769 - 1770 Joachim Christian Otto (interí)
- 1770 - 1772 Johan Daniel Frøhlich (interí)
- 1772 - 1777 Niels Urban Aarestrup (interí)
- 1777 - 1780 Johan Conrad von Hemsen
- 1780 - 1788 Jens Adolf Kiøge (interí)
- 1788 - 1789 Johan Friedrich Kipnasse (interí)
- 1789 - 1792 Andreas Rieselsen Bjørn
- 1792 - 1793 Andreas Hammer (interí fins a gener de 1793)
- 1793 Bendt Olrik
- 1793 - 1795 Christian Friedrich baron von Hager (interí)
- 1795 -1799 Johan Peter David Wrisberg
- 1799 - 1802 Johan David Ahnholm (interí)
- 1802 - 1807 Johan Peter David Wrisberg (segona vegada)
- 1807 - 1817 Christian Schiønning
- 1817 Johan Emanuel Rechter
- 1817 - 1819 Jens Nikolas Cornelius Reiersen (interí)
- 1819 - 1821 Christian Svanekjaer (interí)
- 1821 - 1821 Peter Svane Steffens
- 1821 - 1823 Matthias Thønning (interí)
- 1823 - 1825 Johan Christopher von Richelieu
- 1825 - 1827 Niels Brøch (interí)
- 1827 - 1828 Jens Peter Flindt
- 1828 - 1831 Heinrich Gerhard Lindt (Lind) (interí)
- 1831 Ludwig Vincent von Hein
- 1831 Helmut von Ahrenstorff
- 1831 - 1833 Niels Brøch (segon a vegada)
- 1833 Heinrich Gerhard Lindt (segona vegada) (interí)
- 1833 - 1834 Edvard von Gandil (interí)
- 1834 - 1839 Ferderik Segfried Mørch (interí fins a 1837)
- 1839 Hans Angel Gjede (interí)
- 1839 - 1842 Lucas Dall (interí) (b. 1806 - d. 1855)
- 1842 Bernhard Johan Christian Wilkens (interí)
- 1842 - 1844 Edvard James Arnold Carstensen (interí)
- 1844 Edvard Ericksen (interí)
- 1844 George Lutterdot (interí)
- 1844 - 1847 Edvard James Arnold Carstensen (segona vegada)
- 1847 - 1850 Rasmus Emil Schmidt (interí)
- 1850 Edvard James Arnold Carstensen (tercera vegada)(va exercir de fet fins al 17 d'agost de 1850, uns mesos després de la venda)